# Deutsches Netzwerk für Bioinformatik-Infrastruktur – de.NBI
Deutsches Netzwerk für Bioinformatik-Infrastruktur – de.NBI ist ein nationales akademisches Netzwerk, welches Serviceleistungen im Bereich Bioinformatik für die Lebenswissenschaften und Biomedizin in Deutschland und Europa anbietet. Finanziert wurde de.NBI von 2015 bis 2021 durch das Bundesministerium für Bildung und Forschung (BMBF). Ab 2022 ist das Forschungszentrum Jülich mit der dauerhaften Weiterführung des Netzwerks beauftragt.  Die de.NBI-Partner organisieren Schulungsveranstaltungen, Kurse und Sommerschulen zu Software-Tools sowie Standards und bieten Rechenkapazität in Form einer Cloud an, um Forscher dabei zu unterstützen, ihre Daten effektiver zu nutzen.

## Entstehung
Das Bundesministerium für Bildung und Forschung (BMBF) veröffentlichte im Mai 2013 Förderrichtlinien für ein Deutsches Netzwerk für Bioinformatik-Infrastruktur (de.NBI). Ziel dieser Bekanntmachung war es, in Deutschland eine Infrastruktur aufzubauen, die mithilfe von Bioinformatikservices und -schulungen Lösungen für das „Big Data-Problem“ in den Lebenswissenschaften bietet. de.NBI wurde vom BMBF im März 2015 gestartet. Im November 2015 wurde eine zweite Ankündigung von Förderrichtlinien für Partnerprojekte von de.NBI veröffentlicht, die im November 2016 ihre Arbeit aufnahmen. Im August 2016 trat Deutschland dem europäischen Bioinformatik-Forschungsnetzwerk ELIXIR bei. Seitdem wird der Deutsche ELIXIR-Knoten (ELIXIR-DE) von de.NBI-Partnern betrieben.
Der erste de.NBI-Koordinator war bis 2021 Alfred Pühler. Der deutsche ELIXIR-Knoten wird seit dem 1. Juni 2020 von Andreas Tauch geleitet.

## Organisation
Das de.NBI-Netzwerk aus acht miteinander verbundenen Zentren und einer Koordinationseinheit, zu denen fast 40 Forschungs-, Dienstleistungs- und Infrastrukturgruppen mit etwa 250 Bioinformatikern gehören. Darüber hinaus besteht die Möglichkeit, eine assoziierte Partnerschaft innerhalb von de.NBI als „Service- und Trainingspartner“ oder nur als Trainingspartner zu beantragen. Im Folgenden sind die acht de.NBI-Zentren sowie die assoziierten Service- und Trainingspartner und assoziierten Trainingspartner aufgeführt.
- Heidelberg Center for Human Bioinformatics (HD-HuB)
  - Mitglieder: Das Deutsche Krebsforschungszentrum (DKFZ, Forschungsgruppen Boutros, Brors, Buchhalter), Europäisches Laboratorium für Molekularbiologie (EMBL, Forschungsgruppen Bork, Huber, Korbel), Ruprecht-Karls-Universität Heidelberg (Forschungsgruppen Rohr, Russell, Erfle), Charité Berlin (Forschergruppen Eils, Ishaque) und Universität des Saarlandes (Forschungsgruppe Walter)
  - Themen: Human-Bioinformatik, z. B. Exome, Genomik, Transkriptom, Metagenomik, Phänotypisierung, Bioimaging, Epigenetik und Cloud Computing
  - Assoziierter Partner: Abteilung für Computational Genomics and System Genetics (Oliver Stegle, DKFZ), Institute for Computational Biomedicine (Julio Saez Rodriguez, Universität Heidelberg)
- Bielefeld-Gießen Resource Center for Microbial Bioinformatics (BiGi)
  - Mitglieder: Universität Bielefeld, Justus-Liebig-Universität Gießen und Otto-von-Guericke-Universität Magdeburg
  - Themen: Mikrobielle Bioinformatik, z. B. Genomics, Transcriptomics, Metagenomics, Proteomik, Metaproteomics, Metabolom und Cloud Computing
- Bioinformatics for Proteomics (BioInfra.Prot)[8]
  - Mitglieder: Ruhr-Universität Bochum (Forschungseinheit „Medical Bioinformatics“ des Medizinischen Proteom-Centers), Leibniz-Institut für Analytische Wissenschaften ISAS e. V. Dortmund („Abteilung für Bioanalytik“), Forschungszentrum Borstel und Max-Planck-Institut für molekulare Zellbiologie und Genetik Dresden
  - Themen: Proteomik und Lipidomik
- Center for integrative Bioinformatics (CIBI)
  - Mitglieder: Freie Universität Berlin, Eberhard Karls Universität Tübingen, Universität Konstanz, Leibniz-Institut für Pflanzenbiochemie Halle (Saale) und Max-Planck-Institut für Molekulare Zellbiologie und Genetik Dresden
  - Themen: Bioinformatik-Workflow-Managementsystem, z. B. für Genomics, Proteomics, Metabolomics, Bioimaging, Deep Learning und Machine Learning
- RNA Bioinformatics Center (RBC)
  - Mitglieder: Albert-Ludwigs-Universität Freiburg, Universität Leipzig, Max-Delbrück-Zentrum für Molekulare Medizin in der Helmholtz-Gemeinschaft Berlin, Leibniz-Institut für Alternsforschung Jena und Universität Rostock
  - Themen: RNA-Bioinformatik, z. B. Transkriptomanalyse, RNA-Strukturanalyse, Vorhersage von ncRNA-Bindestellen, Definition und Klassifizierung von RNA-Transkripten und Analyse der Protein-RNA-Interaktion.
- German Crop BioGreenformatics Network (GCBN)
  - Mitglieder: Leibniz-Institut für Pflanzengenetik und Kulturpflanzenforschung Gatersleben (IPK, BIT, Uwe Scholz), Helmholtz Zentrum München (HMGU, PGSB, Klaus Mayer) und Forschungszentrum Jülich (FZJ, IBG-2 Plant Sciences, Björn Usadel)
  - Themen: Pflanzen-Bioinformatik, z. B. Genomics, Genomannotation, Phänotypisierung, Pflanzendatenbanken
- Center for Biological Data (BioData)
  - Mitglieder: Deutsche Sammlung von Mikroorganismen und Zellkulturen (DSMZ), Technische Universität Braunschweig, Jacobs University Bremen, Universität Bremen, Universität Hamburg
  - Themen: Datenbanken
- de.NBI Systems Biology Service Center (de.NBI-SysBio)
  - Mitglieder: Heidelberger Institut für Theoretische Studien, Universität Heidelberg, Universität Rostock und Max-Planck-Institut für Dynamik komplexer technischer Systeme in Magdeburg
  - Themen: Systembiologie und Datenmanagement
- Assoziierte Service- und Trainingspartner: Universität Kiel, Universität Jena, Deutsches Krebsforschungszentrum, EMBL Heidelberg, Robert Koch-Institut Werningerode, ZB MED – Informationszentrum Lebenswissenschaften, Universität Heidelberg, Bundesanstalt für Materialforschung und -prüfung
  - Themen: Metabolomik, Phylogenetik, Bioinformatik des Menschen, Genomik für Eukaryoten, Metaproteomik, Einzelzellanalyse
- Assoziierte Trainingspartner: Universitätsklinikum Hamburg-Eppendorf, Universität Tübingen
  - Themen: Next Generation Sequencing, Linux, Skriptsprachen, 16S rRNA Amplicon-Analysen

## Bioinformatik-Ressourcen
Das de.NBI-Netzwerk bietet ein breites Portfolio an Ressourcen für die deutsche und internationale Gemeinschaft der Lebenswissenschaften. Dazu gehören hauptsächlich Datenbanken, bioinformatische Software und Bereitstellung von Rechenkapazität durch ein Verbund-Cloud-System.

### Datenbanken
de.NBI entwickelt und pflegt die fünf großen Datenbanken SILVA, PANGAEA, BacDive, ProteinsPlus. und BRENDA. Diese Datenbanken bieten Zugang zu ribosomalen RNA-Genen aus allen drei Domänen (Bereichen) des Lebens (SILVA), georeferenzierten Daten aus der Erdsystemforschung (PANGAEA), stammbezogene Informationen zur Biodiversität von Bakterien und Archäen (BacDive), Proteinstrukturen (ProteinsPlus) und umfassende Enzyminformation (BRENDA).

### Werkzeuge
de.NBI entwickelt und liefert etwa 100 bioinformatische Programme für die deutsche und globale Lebenswissenschaftler-Gemeinschaft, z. B. Galaxy (Computational Biology) / useGalaxy.eu (Workflow-Engine für alle Freiburger RNA-Tools), EDGAR (Vergleichende Genomanalyse-Plattform), KNIME (Workflow-Engine), OpenMS (Open-Source C++-Bibliothek für LC / MS-Datenmanagement und -analysen), SeqAN (Open-Source C++-Bibliothek für effiziente Algorithmen und Datenstrukturen), PIA (Toolbox für MS-basierte Proteininferenz- und Identifizierungsanalyse), Fiji (Software) (Bildverarbeitungspaket), MetFrag (in silico Fragmenter kombiniert Komponenten-Datenbanksuche und Fragmentierungsvorhersage für die Identifizierung kleiner Moleküle aus Tandem-Massenspektrometriedaten), COPASI (Open-Source-Softwareanwendung zur Erstellung und Lösung mathematischer Modelle biologischer Prozesse), SIAMCAT (Framework für die statistische Inferenz von Assoziationen zwischen mikrobiellen Gemeinschaften und Wirtsphänotypen), e!DAL-PGP (Open-Source-Framework zur Veröffentlichung und gemeinsamen Nutzung von Forschungsdaten), MGX (Metagenom-Analyse), ASA³P (automatische WGS-Analyse bakterieller Kohorten), Bakta (Annotation bakterieller Genome und Plasmide) und viele mehr.
Die de.NBI-Tools sind auch in der ELIXIR Tools- und Data Services-Registry registriert und durchsuchbar, welche weitere Informationen in einem standardisierten Format bereitstellt.

### Hardware
de.NBI entwickelt und betreibt seit 2016 ein Verbund-Cloud-System (de.NBI-Cloud). Die Cloud wird in einem Kollaborationsprojekt der Universitäten Bielefeld, Freiburg, Gießen, Heidelberg, Tübingen und Charité Berlin bereitgestellt. Das gesamte System ist über das zentrale de.NBI-Cloud-Portal über Single Sign-On (SSO) zugänglich und basiert auf der ELIXIR-Authentifizierungs- und Autorisierungsinfrastruktur (ELIXIR AAI). Die de.NBI-Cloud umfasst mehr als 56.000 Rechenkerne und 80 Petabyte Speicherkapazität (Stand November 2021).

## Training
Verschiedene Arten von Schulungsaktivitäten werden von de.NBI unterstützt und organisiert. Die de.NBI Sommerschulen bieten Schulungen für Studierende, Doktoranden und Post-Doktoranden zu spezifischen Themen an, die sich auf ein oder mehrere de.NBI-Zentren beziehen. Ferner organisieren die Zentren spezifische Schulungen für die angebotene bioinformatische Software. Diese Schulungen finden bei bestehenden Konferenzen statt oder werden unabhängig von diesen organisiert. Darüber hinaus wurden im Jahr 2016 Online-Schulungen auf der Website von de.NBI eingeführt. Seit 2017 werden Online-Hackathons für verschiedene Softwarepakete und Webinare von allen den Zentren angeboten.
Das de.NBI-Schulungsprogramm begann 2015 mit 17 f2f-Schulungen und 329 Teilnehmern, die kontinuierlich auf 79 Kurse mit 1.586 Teilnehmern im Jahr 2019 anstiegen. Im Jahr 2020 und 2021 wurde die praktische Durchführung der Schulungen durch die COVID-19-Pandemie erheblich beeinträchtigt, aber durch die Entwicklung von Online-Schulungen und -Materialien (40 Kurse mit 1.149 Teilnehmern im Jahr 2020) konnten im Jahr 2021 2.128 Schulungsteilnehmern in 49 Kursen weitergebildet werden. Insgesamt wurden bisher 9.076 Wissenschaftler in 371 Kursen durch unser Bioinformatik-Netzwerk geschult (Stand Januar 2022).

### de.NBI-Sommerschulen
- September 2015: Die erste de.NBI Sommerschule wurde von den Servicezentren BiGi, RBC und de.NBI-SysBio organisiert. Diese de.NBI Sommerschule konzentrierte sich auf die Abläufe von der Genomassemblierung bis zur Genom- und Transkriptomanalyse.[27]
- September 2016: Die zweite de.NBI-Sommerschule wurde von BioInfraProt, CIBI und BiGi in Dagstuhl organisiert und konzentrierte sich auf das Feld der Proteomik und die Analyse von Massenspektrometriedaten.[28]
- Juni 2017: de.NBI-Sommerschule „Cloud Computing for Bioinformatics“ wurde von den Standorten der de.NBI-Cloud an den Servicezentren BIGI, HD-HuB und CIBI sowie von BioInfra.Prot Ina Gießen durchgeführt.[29]
- September 2017: Die de.NBI-Sommerschule „Computational Genomics and RNA Biology“ in Berlin wurde von allen RBC-Partnern organisiert.[30]
- März 2018: Eine de.NBI Winterschule zum Thema „Computergestützte Metabolomik“ wurde vom Zentrum CIBI in Lutherstadt Wittenberg durchgeführt.[31]
- September 2018: Die Sommerschule 2018 zum Thema „Riding the Data Life Cycle“ wurde von den Zentren BioData, GCBN und de.NBI-SysBio organisiert.[32]
- September 2019: Die de.NBI-Sommerschule 2019 wurde von den Servicecentern GCBN, BioData, de.NBI-SysBio und BioInfra.Prot organisiert und fand in Gatersleben statt. Das Thema handelte von „(Bio) Data Science“.[33]
- September 2021: Die erste Sommerschule 2021 „Analyse und Integration von Massenspektrometriedaten in der Proteomik, Metabolomik and Lipidomik“ wurde von den Servicezentren BioInfra-Prot, CIBI und de.NBI-SysBio als virtuelle Sommerschule durchgeführt.[34]
- Oktober 2021: Die zweite Sommerschule 2021 mit dem Thema „Analyse mikrobieller Gemeinschaften“ wurde von den Servicezentren BiGi und HD-HuB organisiert und fand virtuell statt.[35]

### Zusätzliche de.NBI-Kurse
Für Schüler mit Interesse an Bioinformatik bietet die von de.NBI unterstützte Sommerschule BioBYTE an der Universität Halle eine ideale Möglichkeit die Vielfalt der Bioinformatik kennenzulernen.

## Industrieforum
Das de.NBI-Industrieforum bietet Industrieunternehmen Hilfestellung bei der Lösung bioinformatischer Fragestellungen. Das Forum richtet sich an Unternehmen, die in der Industriellen Biotechnologie tätig sind, sowie an Biodaten- und Softwareunternehmen, die mit Daten und Werkzeugen in den Lebenswissenschaften arbeiten. Die Mitglieder des de.NBI-Industrieforums erhalten Zugang zu Schulungen und werden über die Entwicklungen im Netzwerk informiert. Das de.NBI-Industrieforum bietet auch eine Plattform zur Vernetzung von Industrie und Wissenschaft.